# Coprin
Taxons concernés
Dans l'ordre des Agaricales :
- dans la famille des Agaricaceae, le genre :
  - Coprinus ;
- dans la famille des Psathyrellaceae, les genres :
  - Coprinellus ;
  - Coprinopsis ;
  - Parasola.modifier

Coprin est un nom vulgaire, issu du genre latin Coprinus, qui désignait un regroupement taxinomique désormais caduc de champignons à lames. De nombreuses espèces conservent néanmoins un nom normalisé formé à partir de ce terme, bien qu'elles ne soient pas apparentées.

## Étymologie et définition
Le terme est construit sur le grec ancien κόπρος qui signifie « excrément, fumier ». Les coprins sont des champignons à lames au chapeau cylindrique. Ils sont caractérisés par leur lames libres qui deviennent déliquescentes à maturité, et leur sporée violacée, brun pourpre ou noire.

## Liste alphabétique
- Coprin à chapeau lisse – Parasola leiocephala[3]
- Coprin à disque sépia – Coprinellus plagioporus[3]
- Coprin à fausse volve – Coprinellus ellisii[4]
- Coprin à feutre roux – Coprinus radians[4]
- Coprin à odeur de bitume – Coprinus griseofoetidus[4]
- Coprin à spores anguleuses – Coprinellus marculentus[3]
- Coprin à tête dorée – Parasola auricoma[3]
- Coprin à tête rouge – Coprinus erythrocephalus[4]
- Coprin à voile jaune – Coprinellus xanthothrix[4]
- Coprin annelé – Coprinus sterquilinus[4]
- Coprin bisporique – Coprinellus bisporus[3]
- Coprin blanc de neige – Coprinopsis nivea[4]
- Coprin blanc et noir – Coprinus picaceus[2]
- Coprin cendré – Coprinus cinereus[4]
- Coprin chevelu – Coprinus comatus[4]
- Coprin conique – Parasola conopilus[3]
- Coprin de Fries – Coprinopsis friesii[3]
- Coprin de Kühner – Parasola kuehneri[3]
- Coprin de Romagnesi – Coprinopsis romagnesiana[3]
- Coprin de Sprague – Coprinus spraguei[3]
- Coprin des charbonnières – Coprinellus angulatus[4]
- Coprin des chaumes – Coprinus friesii[4]
- Coprin des forêts – Coprinellus silvaticus[3]
- Coprin des joncs – Coprinopsis martinii[4]
- Coprin des oyats – Coprinopsis ammophilae[4]
- Coprin des troncs – Coprinellus truncorum[3]
- Coprin disséminé – Coprinellus disseminatus[2]
- Coprin domestique – Coprinellus domesticus[4]
- Coprin doré – Parasola auricoma[4]
- Coprin du fumier – Coprinus sterquilinus[3]
- Coprin du peuplier – Coprinus strossmayeri[4]
- Coprin écailleux – Coprinopsis variegata[3]
- Coprin éphémère – Coprinellus ephemerus[3]
- Coprin floconneux – Coprinellus flocculosus[3]
- Coprin fugitif – Parasola hemerobia[3]
- Coprin glabre – Parasola leiocephala[4]
- Coprin grégaire – Coprinus disseminatus[4]
- Coprin gris souris – Coprinopsis laanii[4]
- Coprin impatient – Coprinus impatiens[4]
- Coprin insigne – Coprinopsis insignis[3]
- Coprin laineux – Coprinellus laniger[3]
- Coprin laineux des charbonnières – Coprinus jonesii[4]
- Coprin macrocéphale – Coprinopsis macrocephala[3]
- Coprin micacé – Coprinellus micaceus[4]
- Coprin micace à pied lisse – Coprinellus truncorum[4]
- Coprin mini-pie – Coprinopsis gonophylla[4]
- Coprin misérable – Parasola misera[4]
- Coprin noir d'encre – Coprinus atramentarius[4]
- Coprin noir d'encre pointu – Coprinopsis acuminata[4]
- Coprin parasol – Parasola plicatilis[4]
- Coprin pie – Coprinopsis picacea[4]
- Coprin pied-de-lièvre – Coprinopsis lagopus[4]
- Coprin plissé – Parasola plicatilis[3]
- Coprin rayonnant – Coprinellus radians[3]
- Coprin stercoraire – Coprinopsis stercorea[3]
- Coprin squamuleux – Coprinus romagnesianus[4]
- Coprin virginal – Coprinellus heptemerus[3]
- Coprin voilé de blanc – Coprinopsis canoceps[3]